# Single Mothers Association
Single Mothers Association er en oplysningsfilm fra 2005 instrueret af Nilas Nordberg Heinskou og Andreas Koefoed.

## Handling
Teenage-mødre er et stort problem i Afrika. I Kampala, Uganda, tager en gruppe kvinder sig af problemet på eget initiativ. Hvordan kan de hjælpe de unge mødre? Filmen følger to piger. Vi møder dem på kontoret hos Single Mothers Association, og de beretter om deres skæbne.